# Thunder Bay Chill
Il Thunder Bay Chill è una società calcistica canadese con sede nella città di Thunder Bay, in Ontario. Fondata nel 2000, milita nella USL League Two.
Gioca le proprie partite casalinghe al Fort William Stadium, precedentemente ha giocato anche al Chapples Park Stadium.

## Storia
Il club venne fondato nel 2000 da Tony Colistro, proprietario del Thunder Bay Soccer Plex, una struttura di allenamento al coperto che funge tuttora da quartier generale del club.
Ha sempre militato nella USL Premier Development League, l'attuale USL League Two. La migliore stagione della squadra fu nel 2008, quando riuscì a vincere i play-off per il titolo. Nel 2013 fu la squadra con più punti al termine della stagione regolare.

## Allenatori
- 2000-2014  Tony Colistro
- 2015-in carica  Giovanni Petraglia

## Palmarès

### Competizioni nazionali
- USL League Two: 1

2008

### Altri piazzamenti
- USL League Two:

Primo al termine della stagione regolare: 2013